# Petre Georgescu-Delafras
Petre C. Georgescu-Delafras (n. 1885, București – d. 1963) a fost un tipograf, editor și scriitor român. A fondat editura Cugetarea cu sediul în București, strada Popa Nan, numărul 21.
A întreprins lucrări de tehnică tipografică, a scris romane autobiografice sau cu tematică socială („Cum am cucerit viața” , „Întărirea și ridicarea neamului”).
A conlucrat la tipărirea Enciclopediei Cugetarea.